# Phong Hòa, Đồng Tháp
Phong Hòa là một xã ven sông Hậu thuộc tỉnh Đồng Tháp, Việt Nam.

## Địa lý
Xã Phong Hòa nằm bên bờ sông Hậu và có vị trí địa lý:
- Phía bắc giáp các xã Hòa Long, Lai Vung và Tân Phú Trung.
- Phía đông giáp tỉnh Vĩnh Long.
- Phía tây và nam giáp thành phố Cần Thơ, ranh giới là sông Hậu.

Xã có diện tích 87,88 km², dân số năm 2025 là 71.537 người, mật độ dân số đạt 814 người/km².

## Hành chính
Xã Phong Hòa được chia thành 10 ấp: Tân An, Tân Bình, Tân Hưng, Tân Lợi, Tân Phong, Tân Phú, Tân Quới, Tân Thạnh, Tân Thới, Tân Thuận.

## Lịch sử
Ngày 5 tháng 1 năm 1981, Hội đồng Chính phủ ban hành Quyết định 4-CP, đổi tên huyện Lấp Vò thành huyện Thạnh Hưng, xã Phong Hoà thuộc huyện Thạnh Hưng.
Ngày 6 tháng 3 năm 1984, Hội đồng Bộ trưởng ban hành Quyết định 36-HĐBT, chia xã Phong Hoà thành 2 xã lấy tên là xã Phong Hoà và xã Định Hoà.
Theo Quyết định số 77-HĐBT ngày 27 tháng 06 năm 1989, xã Phong Hòa thuộc huyện Lai Vung, tỉnh Đồng Tháp.
Ngày 16 tháng 6 năm 2025, Ủy ban Thường vụ Quốc hội ban hành Nghị quyết số 1663/NQ-UBTVQH15 về việc sắp xếp các đơn vị hành chính cấp xã của tỉnh Đồng Tháp năm 2025. Theo đó, sắp xếp toàn bộ diện tích tự nhiên, quy mô dân số của các xã Tân Hòa (huyện Lai Vung), Định Hòa, Vĩnh Thới và Phong Hòa thành xã mới có tên gọi là xã Phong Hòa.
Sau khi sáp nhập, xã Phong Hòa có 87,88 km² diện tích tự nhiên và dân số 71.537 người.

## Kinh tế - xã hội

### Thương mại
Trên địa bàn xã Phong Hòa có 3 chợ, gồm: 
1. Chợ Giao Thông ở ấp Tân Thạnh
2. Chợ Phong Hòa, chợ trung tâm xã thuộc ấp Tân Lợi
3. Chợ Bù Húc (trước kia là Chợ Phong Hòa) ở ấp Tân An

### Y tế
Trên địa bàn xã có trạm y tế Phong Hòa trực thuộc Trung tâm y tế huyện Lai Vung đạt chuẩn quốc gia.

### Giáo dục
Một số cơ sở giáo dục trên địa bàn xã Phong Hòa 
- THCS Phong Hòa
- Trường Tiểu Học Phong Hòa 1
- Trường Tiểu Học Phong Hòa 2
- Trường Tiểu Học Phong Hòa 3
- Trường Mẫu Giáo Phong Hòa

## Giao thông
Các tuyến đường chính trên địa bàn xã:
- Đường bộ: Quốc lộ 54, ĐT853
- Đường thủy: sông Hậu, Kênh Mương Khai, Rạch Bù Húc

Ngoài ra còn có bến phà Phong Hòa kết nối Phong Hòa với Cần Thơ .